# Christen Larsen (arkitekt)
 Der er flere personer med dette navn, se Christian Larsen.
Christen Larsen (22. maj 1857 i Sundby, Amager – 30. april 1930 i Kongens Lyngby) var en dansk arkitekt.
Begravet på Frederiksberg (Solbjerg Kirkegård). Forældre: Gårdejer, bomforpagter Peder Larsen og Gertrud Magdalene Weibye. Gift 24. juni 1899 i København med Olga Sørensen, født den 10. september 1867 i København, død 27. august 1919 i Holte, datter af murermester Peter Sørensen og Marie Fjeldsted.

## Uddannelse
Tømrersvend 1878; besøgte Teknisk Skole og blev herfra dimitteret som husbygnings-eksaminand 1884; var januar 1879 blevet optaget på Kunstakademiets Arkitektskole; rejste 1882 til Wien og arbejdede her som tømrer under Theophilus Hansen; rykkede 1884 op i arkitekturskolen, hvorfra han fik afgang januar 1891. Medarbejder hos Vilhelm Dahlerup og hos Martin Nyrop.
Rejser: 1882 Wien; 1894 Italien og Tyskland. 

## Udstillinger
- Charlottenborg 1891-92, 1903-04
- Rådhusudstillingen 1901
- Landsudstillingen i Århus 1909
- Berlin 1910-11.

## Stillinger
- Arkitekt for Arbejdernes Byggeforening 1902-30

## Arbejder
- Teknisk Skole, Prinsesse Charlottes Gade 38, København (1900, sammen med Frederik Bøttger)
- Typografernes Stiftelse, Boyesgade 3-11, København (1903)
- Arbejdernes Byggeforenings kvarter ved Lyngbyvej (mellem Lyngbyvej, Haraldsgade, Studsgårdsgade, Borthigsgade) i alt 324 3-etages huse (1906-29, præmieret 1908)
- Ingeborg Helms' Skole, senere Gunnar Jørgensens Skole, Gersonsvej 43, Hellerup (1908, nedrevet)
- 23 af Arbejdernes Byggeforenings huse på Amager: Fussingsvej 2-12, Valmuevej 1-19 og Oxford Allé 10-14 (opført 1931 efter hans død)